# Cunégonde de Souabe
Cunégonde de Souabe (en allemand : Kunigunde von Schwaben), ou Cunégonde de Hohenstaufen (en tchèque : Kunhuta Štaufská), née en 1202 et morte le 13 septembre 1248, est une princesse de la maison de Hohenstaufen, fille de Philippe de Souabe et d'Irène Ange. Elle est reine consort de Bohême de 1230 jusqu'à sa mort par son mariage avec le roi Venceslas Ier.

## Biographie

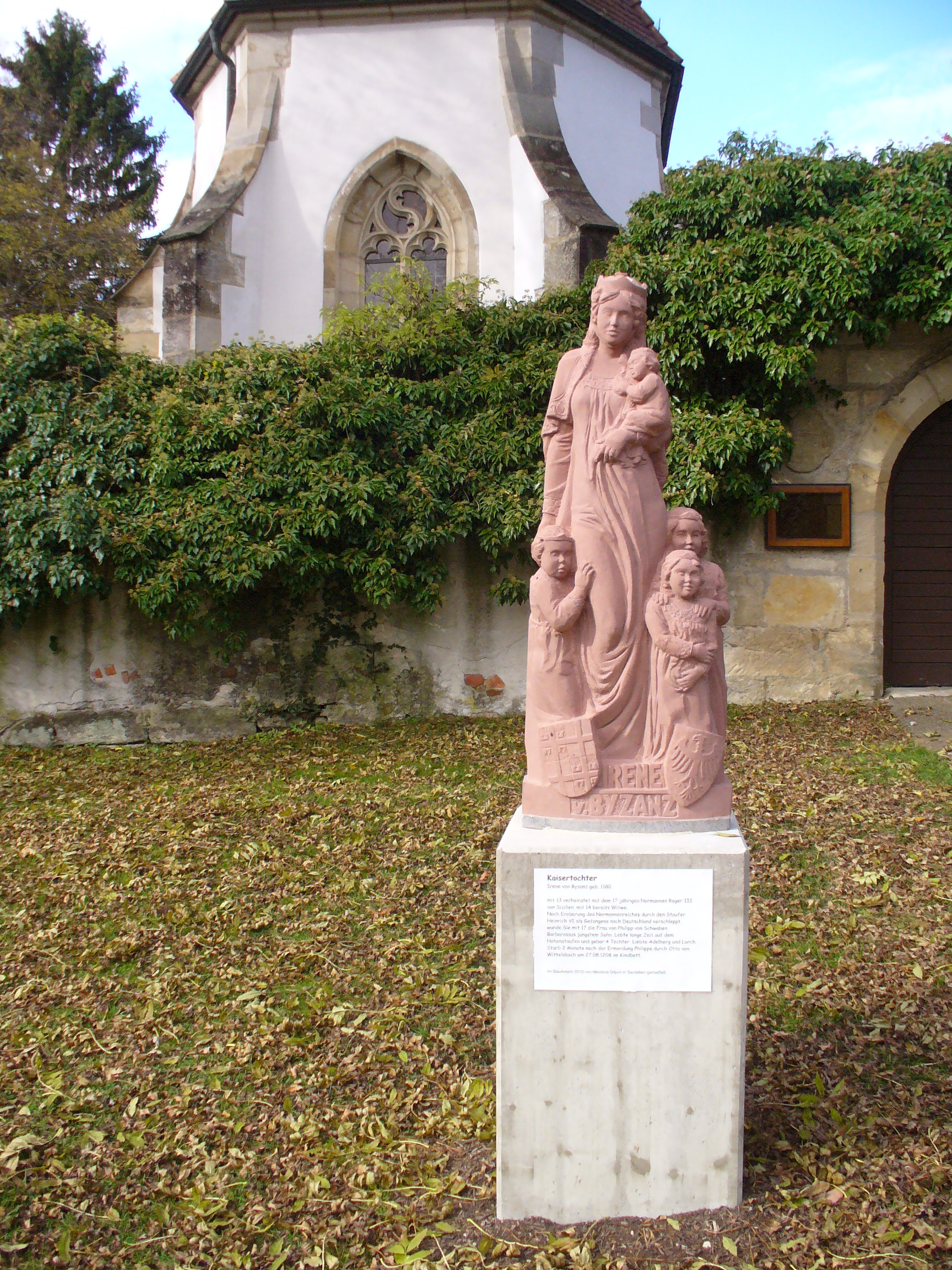
Statue d'Irène de Byzance avec ses filles, couvent d'Adelberg.

Cunégonde est la fille du duc Philippe de Souabe (1177-1208), élu roi des Romains en 1198, et de son épouse la princesse byzantine Irène (morte en 1208), fille de l'empereur Isaac II Ange. Elle a trois sœurs, toutes mariées avec de hauts souverains. Sa sœur aînée Béatrice épousa Otton de Brunswick, rival historique de son père ; sa plus jeune sœur Béatrice (Élisabeth) est reine de Castille et de León par son mariage avec le roi Ferdinand III.
En 1203 elle est fiancée par son père avec Othon VIII de Wittelsbach, comte palatin de Bavière, qui peut l'aider à lutter contre le landgrave Hermann Ier de Thuringe. Néanmoins, son destin est tôt fixé, puisque le roi Philippe a rompu les fiançailles et engage des négociations avec le roi Ottokar Ier dès 1207 pour la marier avec son fils le prince héritier Venceslas. L'année suivante, le 21 juin 1208 à Bamberg, son père est assassiné par le farouche Othon de Wittelsbach. Quelques mois plus tard, sa mère meurt en couches. L'évêque Conrad de Spire s'occupait de Cunégonde et ses sœurs.

### Mariage
Cunégonde doit se rendre aussitôt à la cour de Prague auprès de son fiancé. Elle l'épouse en 1224. Leur couronnement par l'archevêque Siegfried de Mayence a lieu en 1228, deux ans avant la mort du père de Venceslas. Elle apporte en dot deux tonnes et demi d'argent qui servent, non seulement à renforcer la politique du royaume de Bohême, mais aussi à agrandir le château de Prague. Elle fait venir aussi bien des artistes que des chevaliers à Prague, dont Reinmar von Zweter et Walther von der Vogelweide.
En contrepartie, Venceslas a renoncé à tous les droits sur le duché de Souabe acquis par son mariage. L'accord a été confirmé en 1235 lors du Hoftag d'Egra convoqué par l'empereur Frédéric II.

### Famille
La reine Cunégonde et le roi Venceslas Ier ont cinq enfants:
- Vladislas (1227-1247), margrave de Moravie, époux de Gertrude de Babenberg, nièce du duc Frédéric II d'Autriche ;
- Ottokar II (1230-1278), roi de Bohême ;
- Béatrice (1231-1290), épouse du margrave Othon III de Brandebourg ;
- Agnès (morte en 1268), épouse du margrave Henri III de Misnie ;
- Une fille morte en bas âge.

### Fondatrice
Cunégonde ne s'immisce pas dans la politique intérieure et s'inspire d'Agnès de Bohême (fondatrice des clarisses de Prague) dans le domaine religieux. Elle est la fondatrice de plusieurs monastères, dont l'abbaye cistercienne de Marienthal en Haute-Lusace (aujourd'hui en Saxe). Elle soutient également le couvent d'Oslavany en Moravie et le monastère de Břevnov.

### Dernières années
Son époux est fortement affligé de la mort le 3 janvier 1247 de son fils aîné Vladislav qui en s'alliant avec Gertrude de Babenberg, une nièce du duc défunt Frédéric le Querelleur, permettait au royaume de Bohême d'augmenter son influence en Autriche. Le deuxième fils Ottokar II est élu par les chevaliers roi de Bohême le 31 juillet 1248 et Venceslas Ier, son père, est obligé de quitter Prague, ce que ne fait pas Cunégonde, dont Ottokar est le fils préféré. Elle assiste au début de la guerre entre le père et le fils, et meurt quelques mois plus tard. Ni son mari, ni son fils n'assistent à ses funérailles. Finalement la rébellion d'Ottokar est brisée à Most, il est emprisonné quelque temps, puis libéré et se réconcilie avec son père en novembre 1248.
Cunégonde fut enterrée dans le couvent Sainte-Agnès à Prague, fondé par sa belle-sœur Agnès de Bohême.